# تركي عامر
تركي عامر (29 ديسمبر 1954) شاعر فلسطيني ولد في قرية حرفيش في الجليل الأعلى، له عدة دواوين شعرية عديدة في الشعر الفصيح على نظامي العمود والتفعيلة، والعامي، كما يكتب وبالعبرية والإنجليزية.

## سيرته
ولد تركي حسن عامر في قرية حرفيش في الجليل الأعلى سنة 1374 هـ/ 1954 ونشأ بها. أنهى دراسته الابتدائية فيها سنة 1969، والثانوية في ترشيحا 1973، والجامعية في حيفا 1977 في الخدمة الإجتماعية. ثم التحق بدورة في الصحافة والإتصال 1982، ثم بقسم اللغة الإنجليزية في حيفا 1989، ثم توقف عن الدراسة بعد عامين. وأخيرًا تخرّج في جامعة حيفا سنة 1997.
عمل موظفًا في دوائر الشؤون الإجتماعية لمدة تسع سنوات. ثم انتقل في 1985 للعمل في التدريس في المرحلتين الإعدادية والثانوية. هو عضو اتحاد الكتاب الفلسطينيين في إسرائيل منذ تأسيسه في 1987. بدأ مهنته الأدبية في 1972، ونشر أول قصيدة وأول مقالة له في مجلة الدروز. يكتب إلى جانب الشعر الفصيح، الشعر العامي والشعر باللغة الإنجليزية والمقالة. إلى جانب الشعر بالعربية الفصيحة على نظام التفعيلة، يكتب الشعر باللغة الفلسطينية المحكية.

## جوائزه
- 1999: منحته الأكاديميّة العالميّة للفنون والثّقافة دكتوراة فخريّة في الأدب.[5]

## مؤلفاته
من دواوينه الشعرية:
- ضجيج للصَّمت، 1989
- نزيف الوقت، 1990
- استراحة المحارب، 1991
- فحيح الضوء، 1993
- صقر الجمر، 1994
- من حواضر الروح، 1996
- خمرة الروح، 1998
- لن أعود إلى المرعى، 2004
- Arabian Nightmares، شعر بالإنجليزيّة، 1998
- White Leaves، شعر بالإنجليزيّة، 2001

من كتبه :
- العائوقراطية القروية، محاولة في دراسة مجتمع القرية العربية.